# Hidroximanganopiroclor
L'hidroximanganopiroclor és un mineral de la classe dels òxids que pertany al grup del piroclor.

## Característiques
L'hidroximanganopiroclor és un òxid de fórmula química (Mn²⁺,Th,Na,Ca,REE)₂(Nb,Ti)₂O₆(OH). Va ser aprovada com a espècie vàlida per l'Associació Mineralògica Internacional l'any 2012, sent publicada per primera vegada el 2013. Cristal·litza en el sistema isomètric. És l'anàleg amb Mn2+ dominant de l'hidroxicalciopiroclor.
L'exemplar que va servir per a determinar l'espècie, el que es coneix com a material tipus, es troba conservat a les col·leccions del Museu Mineralògic Fersmann, de l'Acadèmia de Ciències de Rússia, a Moscou (Rússia), amb el número de registre: 4226/1.

## Formació i jaciments
Va ser descoberta a les pedreres d'In den Dellen, situades a la localitat de Mendig, dins el districte de Mayen-Koblenz (Renània-Palatinat, Alemanya), on es troba en forma de cristalls octaèdrics de fins a 0,7 mm de diàmetre, que creixen a les parets de petites cavitats miarolítiques en sanidinita. Es tracta de l'únic indret de tot el planeta on ha estat descrita aquesta espècie mineral.